# Xã Saugatuck, Michigan
Xã Saugatuck (tiếng Anh: Saugatuck Township) là một xã thuộc quận Allegan, tiểu bang Michigan, Hoa Kỳ. Năm 2010, dân số của xã này là 2.944 người.